# Heniochus pleurotaenia
Heniochus pleurotaenia - ryba morska z rodziny chetonikowatych. Hodowana w akwariach morskich.

## Występowanie
Rafy koralowe Oceanu Indyjskiego, zwykle na głębokościach 1 - 25 m.

## Opis
Przebywają w parach lub w dużych grupach. Dorasta do 17 cm długości.